# Eddie Hernández
Eddie Hernández, född 27 februari 1991, är en honduransk fotbollsspelare som spelat som anfallare för Deportes Tolima, på lån från Motagua. Han har även spelat en match för det honduranska landslaget.